# TCW Group
TCW Group, Inc. är en amerikansk multinationell fondförvaltare som förvaltar ett kapital på omkring $200 miljarder för den 31 mars 2019. De har verksamheter i fem länder på tre kontinenter världen över.
Företaget grundades 1971 som Trust Co. of the West av Robert Addison Day.
De har sitt huvudkontor i Los Angeles i Kalifornien.

## Närvaro
TCW har närvaro på följande platser.
| USA: - Boston, Massachusetts - Chicago, Illinois - Los Angeles, Kalifornien - New York, New York | Internationellt: - Hongkong, Kina - London, England, Storbritannien - Milano, Italien - Tokyo, Japan |